# Liste des cathédrales des Pays-Bas

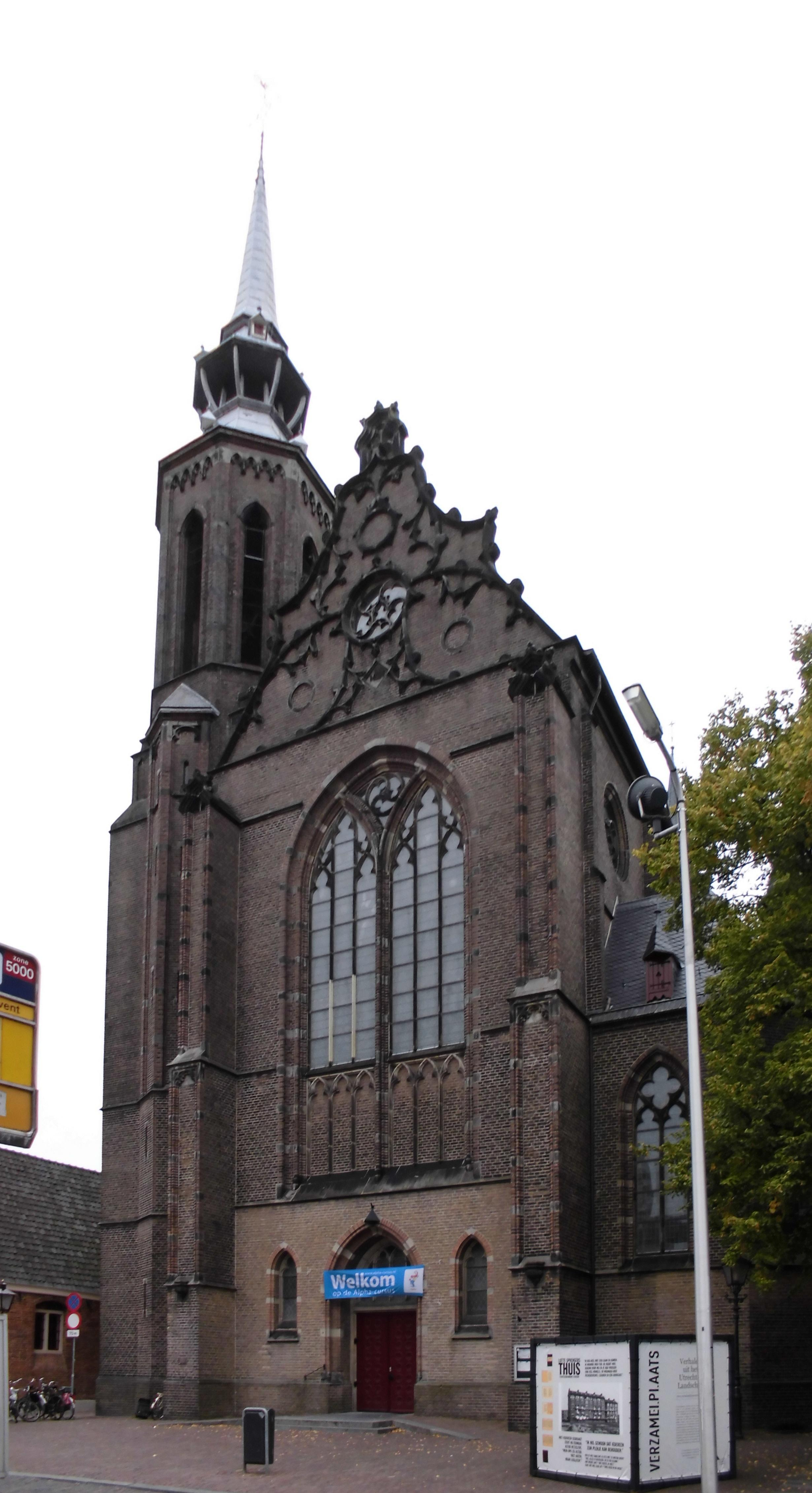
Cathédrale Sainte-Catherine d'Utrecht (Catharijnekerk).

Cet article recense les cathédrales des Pays-Bas.

## Liste
- Cathédrale Saint-Jean de Bois-le-Duc
- Basilique-cathédrale Saint-Bavon de Haarlem
- Cathédrale Saint-Antoine de Breda
- Cathédrale Saint-Joseph de Groningue (catholique)
- Cathédrale Saint-Laurent et Sainte-Élisabeth de Rotterdam (catholique)
- Cathédrale Saint-Martin d'Utrecht, convertie au  protestantisme depuis 1580. En partie détruite, elle n'est plus la cathédrale de l'archevêché.
- Cathédrale Sainte-Catherine d'Utrecht (Catharijnekerk) (catholique)